# Bernard Mantienne
Bernard Mantienne est un homme politique français né le 2 octobre 1933 dans le 15e arrondissement de Paris et mort le 3 novembre 2016 à Verrières-le-Buisson. 
Membre de l’Union pour un mouvement populaire, il est sénateur de l’Essonne, conseiller général du canton de Bièvres et maire de Verrières-le-Buisson.

## Biographie
Bernard Mantienne est né le 2 octobre 1933 et est décédé le 3 novembre 2016. Il est cadre administratif retraité et juriste de profession.
Membre de la liste RPR non élu en 1995, il devient sénateur de l’Essonne le 13 février 2004 à la suite du décès en cours de mandat de Michel Pelchat. Présent sur la même liste lors de l’élection sénatoriale de 2004, il n’est pas réélu et achève son mandat le 30 septembre 2004.
Du 2 octobre 1988 au 18 mars 2001, Bernard Mantienne est conseiller général du canton de Bièvres et vice-président du conseil général de l'Essonne. En 2001, il cède son siège à son adjoint Thomas Joly.
Bernard Mantienne est élu conseiller municipal de Verrières-le-Buisson en 1971 puis maire de cette commune en 1983. Il conserve son mandat depuis sous les étiquettes UDF puis UMP. Il choisit de démissionner de son mandat le 8 janvier 2013.
Dans sa jeunesse, Bernard Mantienne est éclaireur Scout de France puis chef de groupe à Massy et rédacteur de la revue spécialisée Raid. Le 2 avril 1971, il dépose les statuts des Scouts unitaires de France dont il est commissaire général de 1973 à 1977 puis président du mouvement. 
Il est président de la Fondation européenne pour l’éducation à l'environnement.
Il est président du syndicat intercommunal de protection et d'équipement de la vallée de la Bièvre et président du conseil régional des lycées agricoles privés.

## Décorations et récompenses
- Chevalier de la Légion d'honneur
- Officier de l'ordre national du Mérite[7].

## Pour approfondir